# Jean Studer (Politiker)

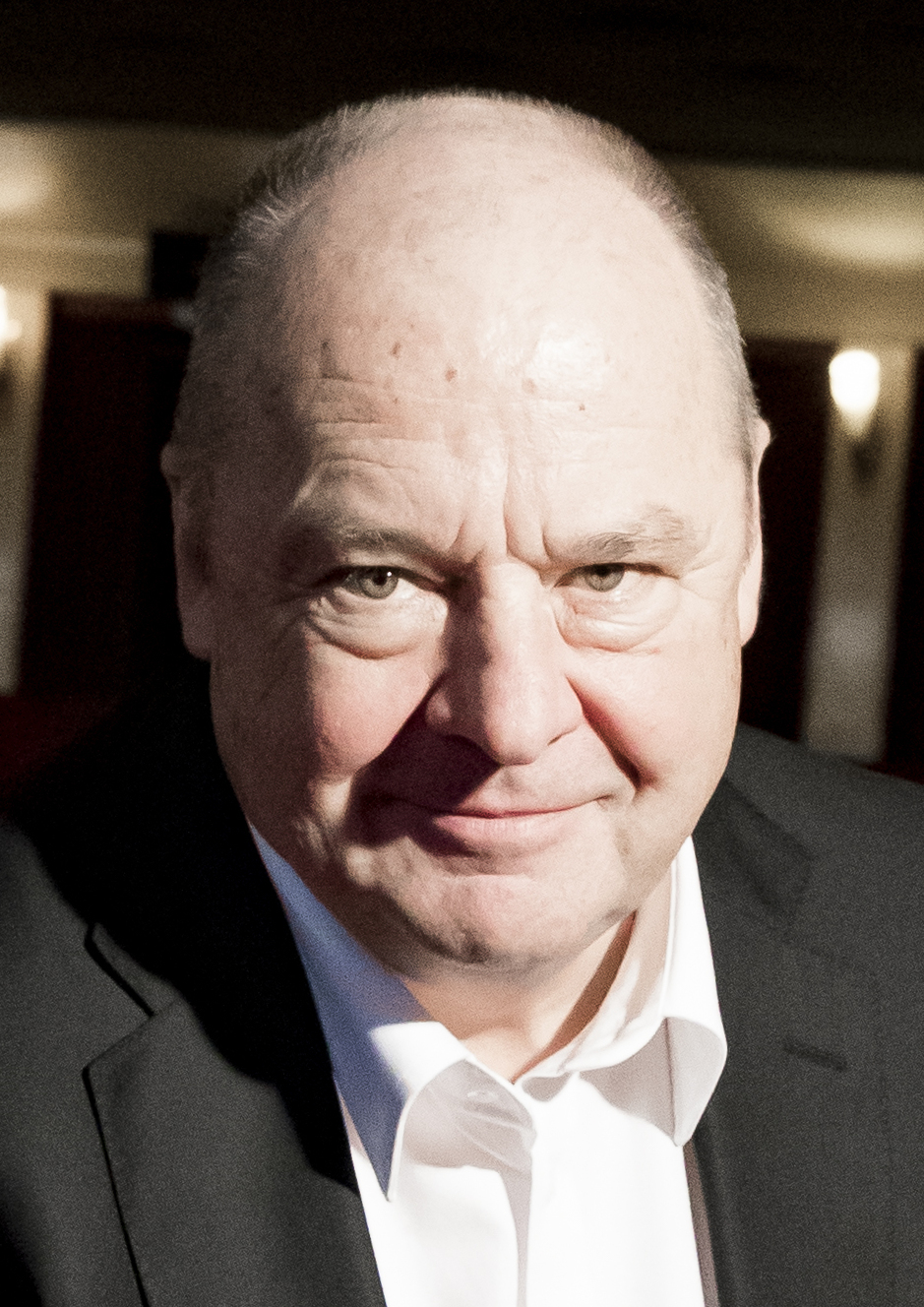
Jean Studer, 2019

Jean Studer (* 12. November 1957 in Paris, heimatberechtigt in Trimbach) ist ein Schweizer Politiker (SP). Seit 2019 ist er Präsident des Verwaltungsrats der Neuenburger Kantonalbank. Von 2012 bis 2019 war er Präsident des Bankrats der Schweizerischen Nationalbank.

## Leben
Jean Studer studierte an der Universität Neuenburg Rechtswissenschaften und besitzt das Anwaltspatent. Er ist seit 2008 in zweiter Ehe verheiratet. Aus erster Ehe hat er zwei Töchter, aus zweiter Ehe eine Tochter.

## Politik
Studer gehörte von 1988 bis 1997 dem Stadtrat (Exekutive) von Neuenburg und von 1993 bis 2000 dem Grossen Rat des Kantons Neuenburg an. Im Jahr 1999 wurde er in den Ständerat gewählt. Bei der Bundesratswahl 2002 trat er für die Nachfolge von Ruth Dreifuss an. Nach seiner Wahl in den Neuenburger Staatsrat am 12. April 2005 trat er als Ständerat zurück. Als Staatsrat stand er dem Departement für Justiz, Sicherheit und Finanzen vor. Von Juni 2008 bis Mai 2009 war er Vizepräsident des Staatsrates. Nach seiner Wahl zum Präsidenten des Bankrats der Schweizerischen Nationalbank trat er auf Ende Juli 2012 als Staatsrat zurück.

## Schweizerische Nationalbank
Am 9. März 2007 wählte der Bundesrat Jean Studer für den Rest der laufenden Amtsperiode 2004–2008 zum neuen Mitglied des Bankrates der Schweizerischen Nationalbank, am 20. Februar 2008 zum Vizepräsidenten und am 18. April 2012 schliesslich für die Amtsperiode 2012–2016 (1. Mai 2012 bis 30. April 2016) zum Präsidenten. Am 4. Dezember 2015 wurde er für die Zeit bis zum 30. April 2019 wiedergewählt. Seine Amtszeit ging damit aufgrund der im Nationalbankgesetz enthaltenen Amtszeitbeschränkung von zwölf Jahren zu Ende.

## Kultur
Von 2013 bis 2019 amtierte Studer als Präsident des Organisationskomitees des Neuchâtel International Fantastic Film Festival.
Seit dem 1. Juni 2016 ist Studer Stiftungsratspräsident der Cinémathèque suisse.